# Felsővisói Erdei Vasút
A Felsővisói Erdei Vasút (románul: CFF Vișeu de Sus) kisvasút Romániában, Máramaros megyében, a Vasér völgyében. A megye egyik legfontosabb turisztikai látványosságának számít. Mocănița, azaz „kávédaráló” becenéven is ismert.

## Történelem
A 760 mm-es nyomtávú vasér-völgyi kisvasutat 1930 és 1933 között építették.
2004 óta svájci támogatóknak köszönhetően erdőgazdasági mellett turisztikai célt is szolgál. 2008 júliusában több szakaszát árvíz mosta el, és csak decemberre állították helyre a forgalmat. 2019 augusztusában röviddel egymás után két baleset történt, az egyikben 12-en könnyebben megsérültek.

## Pálya
Fővonala 56 km hosszú és a Vasér folyását követi. Erről Novățnál ágazik le egy 13 km hosszú mellékvonal. Ebből a 2010-es évek végére 42 km maradt fenn. A pálya szintkülönbsége 500 m, a szerelvények átlagsebessége 10 km/h. 

## Forgalom
A vasúton jelenleg is van teherforgalom.

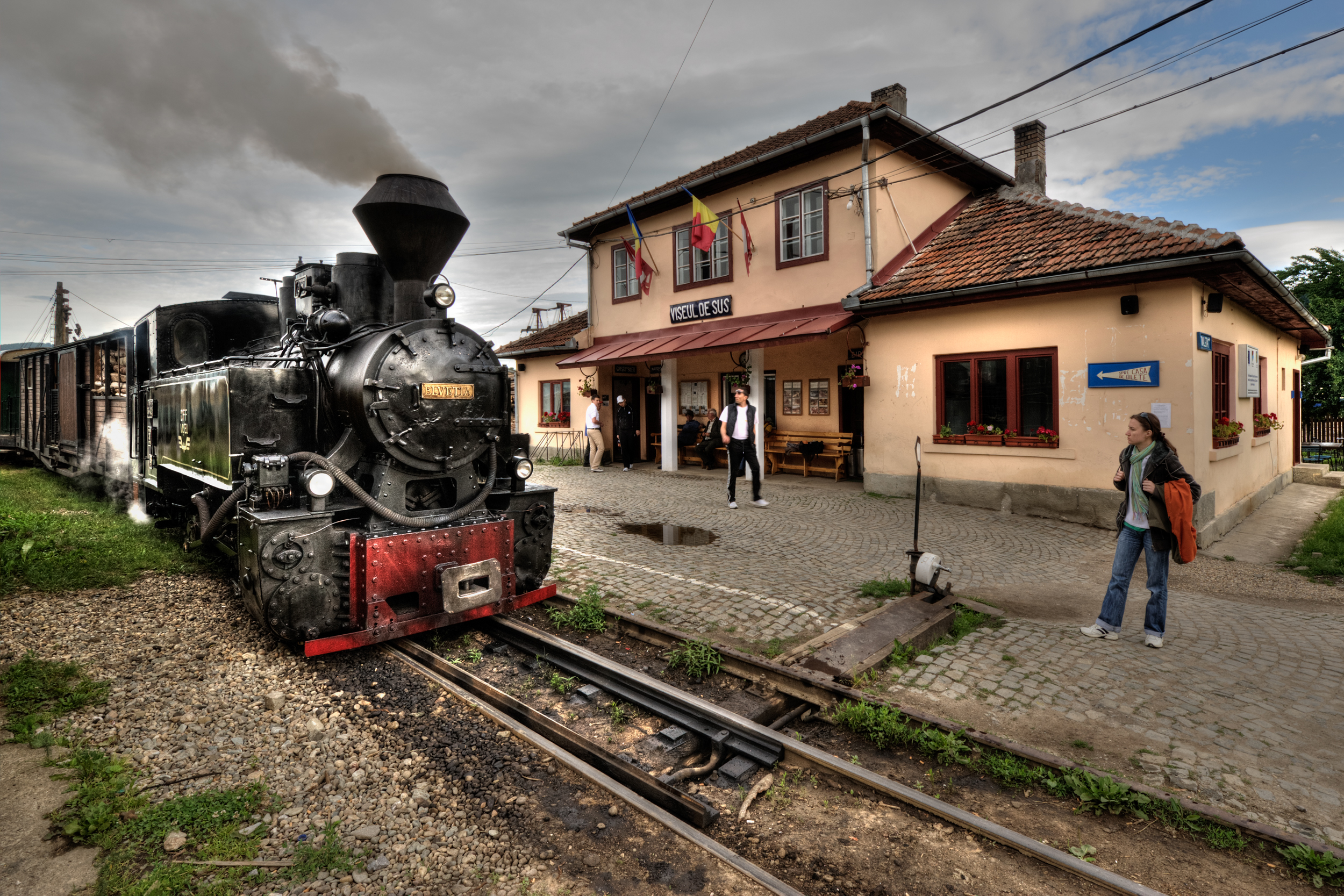
Induló személyszállító vonat Felsővisó (CFF) vasútállomáson

Személyforgalom a Felsővisó (CFF) és Paltin közötti 21 km-es szakaszon van, szezonban (március végétől) csütörtök és vasárnap között, napi egy vonatpárral. Ezen felül megrendelésre különvonatok is közlekednek. A személyszállító vonatok sebessége 10 km/h.

## Járművek
A faszállító gőzmozdonyokat már dízelüzeműekre cserélték le, de a turisták nyáron egy 1954-ben készült, Reșița típusú gőzmozdony vontatta személyvonaton utazhatnak.
A gőzmozdonyok mellett Mk45 típusú dízelmozdonyok vannak üzemben.